# ビンミン
ビンミン（ベトナム語：Thị xã Bình Minh / 市社平明?）はヴィンロン省にある町である。2012年12月28日に県から市社に昇格した。

## 概要
3つの坊 (phường)と5つの社を有する。
- カイヴォン坊（Cái Vồn / 丐盆）
- ドントゥアン坊（Đông Thuận / 東順）
- タインフオック坊（Thành Phước / 成福）
- ドンビン社（Đông Bình / 東平）
- ドンタイン社（Đông Thành / 東城）
- ドンタイン社（Đông Thạnh / 東盛）
- ミーホア社（Mỹ Hòa / 美和）
- トゥアンアン社（Thuận An / 順安）